# Christopher Wren
Sir Christopher Wren, (20. října 1632, East Knoyle, Wiltshire, Anglie – 25. února 1723, Londýn, Anglie) byl anglický návrhář, astronom a jeden z nejslavnějších anglických architektů své doby (17. století).
Absolvoval Wadhamovu kolej Oxfordské univerzity. Navrhl 53 londýnských kostelů včetně katedrály Sv. Pavla. Věnoval se též navrhování významných světských budov. Byl zakladatelem Londýnské královské společnosti (prezidentem 1680 – 1682) a jeho vědecká práce byla oceněna i takovými vědci jako například sir Isaac Newton či Blaise Pascal. Je také zřejmě jednou ze zakládajících postav Ashmolean museum v Oxfordu.

## Katedrála sv. Pavla
Vinou Velkého požáru Londýna roku 1666 většina tehdejších staveb lehla popelem a vznikla tedy potřeba postavit nové. Jednou z nich byla také katedrála sv. Pavla, která sice nebyla ohněm poničena tolik, aby nemohla být rekonstruována, bylo však rozhodnuto o stavbě katedrály nové. Návrhem na novou katedrálu byl roku 1668 pověřen právě Christopher Wren. Neměl to však jednoduché – byl přijat až jeho čtvrtý návrh, označován jako variantní. Ten se však Wrenovi pravděpodobně příliš nezamlouval, protože i když byly stavební práce již započaty, vymohl si souhlas s dekorativními úpravami, během kterých plán katedrály významně změnil opět směrem k prvnímu návrhu. Takto stojí na Ludgate Hill v londýnském City až dodnes.